# Unterseeboot 393
Le Unterseeboot 393 (ou U-393) est un sous-marin allemand (U-Boot) de type VII.C utilisé par la Kriegsmarine (marine de guerre allemande) pendant la Seconde Guerre mondiale.

## Construction
L'U-393 est un sous-marin océanique de type VII C. Construit dans les chantiers de Howaldtswerke AG à Kiel, la quille du U-393 est posée le 8 avril 1942 et il est lancé le 15 mai 1943. L'U-393 entre en service un mois et demi plus tard.

## Historique
Mis en service le 3 juillet 1943, l'Unterseeboot 393 a servi toute sa carrière opérationnelle comme navire de formation, d'entrainement et de navire essai.
d'abord sous les ordres de l'Oberleutnant zur See Alfred Radermacher au sein de la 5. Unterseebootsflottille, il rejoint à partir du 1er novembre 1944 la 24. Unterseebootsflottille à Gotenhafen comme navire d'essai. Puis à partir du 1er avril 1945, il retourne dans la 5. Unterseebootsflottille.
L'U-393 est bombardé par l'aviation américaine de la 9. USAAF XXIX TAC à Amt Geltinger Bucht le 4 mai 1945 à la position géographique de 54° 53′ N, 9° 37′ E. 
L'attaque tue deux sous-mariniers et laisse un nombre inconnu de survivants. L'U-393 est sabordé le jour suivant dans le fjord de Flensbourg, près de l'île de Fionie.

## Affectations successives
- 5. Unterseebootsflottille à Kiel du 3 juillet 1943 au 31 octobre 1944 (entrainement)
- 24. Unterseebootsflottille à Gotenhafen du 1er novembre 1944 au 31 mars 1945 (navire d'essais)
- 5. Unterseebootsflottille à Kiel du 1er avril au 5 mai 1945 (entrainement)

## Commandement
- Oberleutnant zur See Alfred Radermacher du 3 juillet 1943 au 30 septembre 1944
- Oberleutnant zur See Walter Zenker du 1er octobre 1944 au 13 janvier 1945
- Oberleutnant zur See Joachim Seeger du 14 janvier à avril 1945
- Oberleutnant zur See Friedrich-Georg Herrle d'avril 1945 au 4 mai 1945

## Patrouilles
L'U-393, ayant servi de navire de formation et d"entrainement, n'a pas effectué de patrouille.

### Opérations Wolfpack
L'U-393, ayant servi de navire de formation et d"entrainement, n'a pas opéré avec les Wolfpacks (meute de loups) durant sa carrière opérationnelle.

## Navires coulés
L'Unterseeboot 393 ayant servi de navire de formation et d"entrainement, n'a ni coulé, ni endommagé de navire ennemi au cours de sa carrière opérationnelle.

### Source et bibliographie
- (en) Cet article est partiellement ou en totalité issu de l’article de Wikipédia en anglais intitulé « German submarine U-393 » (voir la liste des auteurs).
- Chris Bishop, historien militaire (trad. de l'anglais par Christian Muguet), Les sous-marins de la Kriegsmarine : 1939-1945 : le guide d'identification des sous-marins [« The spellmount submarine identification guide : Kriegsmarine U-boats 1939-1945 »], Paris, Éd. de Lodi, 2008, 192 p. (ISBN 978-2-84690-327-1, OCLC 470721805, BNF 41298980)